# González Catán
González Catán är en ort i Argentina.   Den ligger i provinsen Buenos Aires, i den centrala delen av landet, 30 km sydväst om huvudstaden Buenos Aires. González Catán ligger 18 meter över havet och antalet invånare är 165 206.
Terrängen runt González Catán är mycket platt. Runt González Catán är det mycket tätbefolkat, med 1 056 invånare per kvadratkilometer.. Närmaste större samhälle är Morón, 13,1 km norr om González Catán.
Trakten runt González Catán består till största delen av jordbruksmark.